# Pristimantis pycnodermis
Espèce
Synonymes
- Eleutherodactylus pycnodermis Lynch, 1979

Statut de conservation UICN

 EN B1ab(iii) : En danger
Pristimantis pycnodermis est une espèce d'amphibiens de la famille des Craugastoridae.

## Répartition
Cette espèce est endémique de la province de Morona-Santiago en Équateur. Elle se rencontre entre 2 652 et 3 384 m d'altitude dans la cordillère de Matanga.

## Description
Les mâles mesurent de 18,0 à 32,3 mm et les femelles de 32,5 à 44,4 mm.

## Publication originale
- Lynch, 1979 : Leptodactylid frogs of the genus Eleutherodactylus from the Andes of southern Ecuador. Miscellaneous Publication, Museum of Natural History, University of Kansas, no 66, p. 1-62 (texte intégral).